# 高松北警察署
高松北警察署（たかまつきたけいさつしょ）は、香川県警察が管轄する警察署の一。県警筆頭の大規模署であり、署長は警視正。署員数約280名。

## 概要
管内人口は2010年4月1日時点で19万6573人を擁する香川県最大の警察署である。管轄区域は高松市沿岸部の全域。管内には高松市中心部を始めとした商業地域や工業地帯、県内最大の人口密集地域などを含む反面、女木島や男木島、直島などの風光明媚な離島も含んでいる。

### 所在地
- 香川県高松市西内町2番30号

### 管轄区域
- 高松市
  - 本庁地区（栗林町一丁目、栗林町二丁目、栗林町三丁目、桜町一丁目、桜町二丁目、楠上町一丁目、楠上町二丁目、花ノ宮町一丁目、花ノ宮町二丁目、花ノ宮町三丁目、上之町一丁目、上之町二丁目及び上之町三丁目を除く）、木太地区、古高松地区、屋島地区、牟礼地区、庵治地区、弦打地区、鬼無地区、香西地区、下笠居地区、女木地区、男木地区
- 香川郡直島町

## 沿革
- 1961年（昭和36年）：高松警察署から高松南警察署が分離・新設されたのと同時に、香川県高松北警察署に改称。
- 2001年（平成13年）：現在地（四国鉄道病院→JR四国高松診療所跡）に新築移転。（丸の内の旧庁舎跡には高松家庭裁判所・高松簡易裁判所が建設された）
- 2008年（平成20年）4月1日 - 新開、城東町、天神前、錦町の各警備派出所を廃止[2]。
- 2009年（平成21年）4月1日 - さぬき警察署の管轄であった高松市牟礼・庵治地区を本署に編入。

## 組織
署長・副署長の下に刑事官・地域官・交通官・総務官を置き、以下の課が設置されている。
- 警務課
  - 警務係
  - 犯罪被害者支援係
- 留置管理課
  - 留置管理(第一係・第二係)
- 会計課
  - 会計係
- 生活安全課
  - 生活安全係
  - 営業・保安係
  - 捜査・少年係
  - 警察安全相談係
- 地域第一課
  - 地域(第一係～第三係)
- 地域第二課
  - 直轄警ら係
- 刑事第一課
  - 統計係
  - 刑事指導係
  - 強行犯(第一係・第二係)
  - 盗犯(第一係・第二係)
  - 鑑識係
- 刑事第二課
  - 知能犯係
  - 組織犯罪対策係
- 交通課
  - 指導(第一係・第二係)
  - 規制係
  - 交通捜査(第一係・第二係)
- 警備課
  - 警備(第一係～第三係)、災害対策係

## 交番・駐在所・警備派出所
| 節内の全座標を示した地図 - OSM |
| ------------------------------ |
| 節内の全座標を出力 - KML       |
| 表示                           |

| 名称             | 所在地                      | 座標                                   | 管轄区域 |
| 交番             | 交番                        | 交番                                   | 交番 |
| ---------------- | --------------------------- | -------------------------------------- | --- |
| 牟礼交番         | 高松市牟礼町牟礼981番地4    | 北緯34度20分34.8秒 東経134度7分49.8秒  | 牟礼町牟礼 |
| 高松町交番       | 高松市高松町2487番地7       | 北緯34度20分19.1秒 東経134度6分37.5秒  | 古高松地区 |
| 屋島交番         | 高松市屋島西町2473番地15    | 北緯34度21分7.4秒 東経134度5分32.5秒   | 屋島地区 |
| 木太町交番       | 高松市木太町1662番地1       | 北緯34度19分25秒 東経134度4分24.4秒    | 木太地区 |
| 松島町交番       | 高松市松島町二丁目4番13号   | 北緯34度20分24.1秒 東経134度3分50秒    | 朝日町、朝日新町、福岡町、松島町、松福町 |
| 花園町交番       | 高松市花園町一丁目15番1号   | 北緯34度20分5.8秒 東経134度3分36.6秒   | 上福岡町、観光町、多賀町、花園町 |
| 高松駅前交番     | 高松市浜ノ町1番18号         | 北緯34度21分3秒 東経134度2分50.8秒     | 北浜町、寿町一丁目、サンポート、城東町、玉藻町、鶴屋町、西の丸町、浜ノ町、東浜町、本町                                                       |
| 瓦町駅前交番     | 高松市瓦町二丁目6番地20     | 北緯34度20分23秒 東経134度3分7.7秒     | 亀井町、瓦町二丁目、観光通、塩上町、田町、常磐町、中新町、旅篭町、東田町、藤塚町、南新町                                                     |
| 塩屋町交番       | 高松市塩屋町7番地2          | 北緯34度20分28.1秒 東経134度3分16.2秒  | 今新町の一部、瓦町一丁目、御坊町、塩上町、塩屋町、末広町、大工町の一部、築地町、福田町、古馬場町、八坂町                                     |
| 丸亀町交番       | 高松市百間町9番地9          | 北緯34度20分43.1秒 東経134度3分2.7秒   | 井口町、今新町の一部、内町、鍛冶屋町、片原町、寿町二丁目、紺屋町、大工町の一部、通町、磨屋町、西内町、百間町、兵庫町、古新町、丸亀町、丸の内 |
| 番町交番         | 高松市番町一丁目11番1号     | 北緯34度20分31.1秒 東経134度2分50.8秒  | 亀岡町、幸町、紫雲町、昭和町、中央町、天神町、中野町、番町                                                                                   |
| 香東交番         | 高松市郷東町226番地2        | 北緯34度20分41.1秒 東経134度0分49.9秒  | 茜町、扇町、郷東町、西宝町、新北町、瀬戸内町、西町                                                                                           |
| 香西交番         | 高松市香西本町475番地4      | 北緯34度20分49.5秒 東経133度59分46.9秒 | 香西地区 |
| 駐在所           |                             |                                        | |
| 原駐在所         | 高松市牟礼町原914番地5      | 北緯34度19分57.6秒 東経134度9分7.9秒   | 牟礼地区（牟礼町牟礼を除く） |
| 庵治駐在所       | 高松市庵治町619番地24       | 北緯34度22分54.1秒 東経134度7分41.9秒  | 庵治地区 |
| 女木駐在所       | 高松市女木町107番地2        | 北緯34度23分27.5秒 東経134度3分7秒     | 男木町、女木町 |
| 宮脇駐在所       | 高松市宮脇町一丁目30番2号   | 北緯34度20分14.2秒 東経134度2分9.1秒   | 峰山町、宮脇町 |
| 弦打駐在所       | 高松市鶴市町406番地1        | 北緯34度19分41.5秒 東経134度0分15秒    | 弦打地区（郷東町を除く） |
| 鬼無駐在所       | 高松市鬼無町鬼無729番地2    | 北緯34度19分6秒 東経133度59分19.4秒    | 鬼無地区 |
| 下笠居駐在所     | 高松市中山町770番地4        | 北緯34度21分25.3秒 東経133度58分22.4秒 | 下笠居地区 |
| 直島東駐在所     | 香川県香川郡直島町1758番地9 | 北緯34度27分37.2秒 東経133度59分15.3秒 | 直島町の一部 |
| 直島西駐在所     | 香川県香川郡直島町2465番地8 | 北緯34度27分35秒 東経133度58分33.2秒   | 直島町の一部 |
| 警備派出所       |                             |                                        | |
| 田町警備派出所   | 高松市南新町7番地2          | 北緯34度20分19.9秒 東経134度2分56.3秒  | - |
| 廃止             |                             |                                        | |
| 西宝町交番       | 高松市西宝町一丁目10番15号  | 北緯34度20分40秒 東経134度1分29.3秒    | 茜町、扇町、西宝町、新北町、瀬戸内町、西町                                                                                                   |
| 新開警備派出所   | 高松市木太町3095番地2       | 北緯34度20分0.3秒 東経134度4分55.8秒   | - |
| 城東町警備派出所 | 高松市城東町一丁目1番34号   | 北緯34度20分47秒 東経134度3分20.5秒    | - |
| 天神前警備派出所 | 高松市番町五丁目1番14号     | 北緯34度20分17.6秒 東経134度2分37.7秒  | - |
| 錦町警備派出所   | 高松市錦町二丁目11番1号     | 北緯34度20分48.2秒 東経134度2分25.6秒  | - |

## 警備艇
- 香1 やしま 12m型 1991/2-